# Andirá
Andirá est une municipalité brésilienne située dans l'État du Paraná.